# 12421 Zhenya
12421 Zhenya (1995 UH5) là một tiểu hành tinh vành đai chính được phát hiện ngày 16 tháng 10 năm 1995 bởi T. V. Kryachko ở Trạm Zelenchukskaya thuộc Đài thiên văn Engelhardt.